# Французская рулетка
Французская рулетка — азартная игра, основанная на везении игрока в угадывании выпавшего номера. Считается прародительницей американской и европейской рулеток.

## История
Про появление французской рулетки существует много противоречивых версий. Большинство склоняется к мнению, что само устройство — горизонтально крутящееся колесо — придумал знаменитый французский ученый и философ Паскаль в середине XVII века. Но коммерческое применение его изобретению, как игре, нашли уже позже.

## Правила
Игра осуществляется по принципу игрок против казино. Диск разделен на 37 секторов, пронумерованных от 0 до 36. Сектора с 1 по 36 распределены в строго определенном порядке и последовательно окрашены в красный и чёрный цвета. Сектор 0 (зеро) окрашен в зелёный цвет. Для терминов и обозначений используется только французский язык.
Перед началом игры каждый игрок делает ставку, то есть выбирает число или комбинацию чисел. Во французской рулетке существует 10 видов основных ставок. Внутренние: сделанные на одно, два, три, четыре и шесть чисел. Этот вид ставок называется внутренним, потому что фишки ставятся непосредственно на клетки игрового поля, обозначенные цифрами. Второй вид ставок — это внешние ставки, называемые так, потому что места для ставок находятся сбоку от клеток с цифрами. К ним относятся ставка на колонну (12 чисел), на дюжину (12 чисел), ставка на цвет сектора (18 чисел), на чет или нечет выпавшего числа (18 чисел) и на величину числа (18 чисел). Есть ещё так называемые устные ставки, то есть это такой вид ставок, которые обусловлены расположением чисел на самой рулетке, а не на игровом столе.
Со стороны казино в игре участвует дилер, который раскручивает рулетку и запускает с неё маленький шарик. По мере замедления вращения диска шарик, после многих отскоков, попадает в одну из лунок, сделанных в каждом секторе. Если игрок, делая ставку, угадал номер сектора, то он выиграл. В случае если выпал 0 (зеро) все сделанные ставки, кроме ставок на зеро, уходят в пользу казино.
Соотношение возможного выигрыша к ставке зависит от типа сделанной ставки. Самый крупный выигрыш получается при ставке на одно число и выражается соотношением 35:1, а самое маленькое соотношение будет в случае внешних ставок: 2:1 и 1:1. Но чем меньше это соотношение, тем выше вероятность выигрыша.